# Министерство труда и занятости Филиппин
Министерство труда и занятости Филиппин отвечает за разработку политики и осуществление программ и услуг в области труда и занятости в рамках Трудового кодекса.

## История
Департамент труда и занятости был основан 8 декабря 1933 года по Закону № 4121 Законодательного собрания Филиппин. В 1980 году Департамент был переименован в Министерство труда и занятости.